# HD 43848
HD 43848 és una estrella de tipus G de magnitud 9, situada a aproximadament 121 anys llum en la constel·lació de Coloma. És una estrella més petita i menys massiva que el Sol.
El 29 d'octubre del 2008 s'hi va descobrir una nana marró de 25 masses jovianes. El descobriment el va fer CORALIE juntament amb ls planetes (HD 143361 b i HD 48265 b). Aquest nana marró orbita a 3,4 ua i necessita 6,5 anys per a donar la volta a l'astre en una òrbita com excèntrica.
| Companya (per ordre des de l'estrella) | Massa  | Semieix major (ua) | Període orbital (dies) | Excentricitat | Inclinació | Radi |
| -------------------------------------- | ------ | ------------------ | ---------------------- | ------------- | ---------- | ---- |
| b                                      | ≥25 MJ | 3.4                | 2371 ± 840             | 0.69 ± 0.1    | —          | —    |